# Liste der Kulturdenkmale in Reißig

Lage des Ortsteils Reißig in Plauen

In der Liste der Kulturdenkmale in Reißig sind die Kulturdenkmale des Plauener Ortsteils Reißig verzeichnet, die bis September 2024 vom Landesamt für Denkmalpflege Sachsen erfasst wurden (ohne archäologische Kulturdenkmale). Die Anmerkungen sind zu beachten.
Diese Aufzählung ist eine Teilmenge der Liste der Kulturdenkmale in Plauen.

## Liste der Kulturdenkmale in Reißig
| Bild                                    | Bezeichnung                                                                    | Lage                                               | Datierung             | Beschreibung | ID       |
| --------------------------------------- | ------------------------------------------------------------------------------ | -------------------------------------------------- | --------------------- | --- | -------- |
| Weitere Bilder                          | Wohnhaus, zuvor Verwalterwohnhaus mit Stallteil des ehemaligen Vorwerks Reißig | Am Gut 3 (Karte)                                   | 1801                  | Das Vorwerk Reißig war seit dem 18. Jahrhundert im Besitz der Stadt; bau- und stadtgeschichtlich bedeutsames Bauwerk. Dreigeschossiger massiver Putzbau mit preußischem Fachwerk auf der Giebelseite, elf Achsen, Langseiten mit einfachen Putzdekorationen, Satteldach. Reste der Originalsubstanz von 1801 erhalten. Stallbereich sowohl mit böhmischem als auch mit preußischem Kappengewölbe, Treppenhäuser zum Teil mit Steintreppen. Umbau 1953 zu Wohnhaus. | 09245971 |
| Direkt Bild zu diesem Denkmal hochladen | Leuchtreklame „Plauener Spitze - Plauener Spitze bekannt auf dem Weltmarkt“    | Oelweg 80 (Karte)                                  | 1950 bis 1960er Jahre | Zeugnis von heimat- und technikgeschichtlichem Wert | 09306794 |
| Weitere Bilder                          | Halbmeilenstein                                                                | Pfaffengutstraße, Ecke Reußenländer Straße (Karte) | 19. Jahrhundert       | Königlich-Sächsischer Meilenstein, Zeugnis der sächsischen Verkehrsgeschichte | 09247255 |
|                                         | Denkmal für die Gefallenen des Ersten Weltkrieges                              | Reußenländer Straße, Ecke Nach den Birken (Karte)  | Nach 1920             | Großer, grob behauener Findling mit eingekerbter und goldausgelegter Inschrift: „Ihren im Weltkrieg Gefallenen in dankbarem Gedenken Gemeinde Reissig“ sowie Namensaufzählung und Darstellung des Eisernen Kreuzes; ortsgeschichtliche Bedeutung. | 09247474 |

## Tabellenlegende
- Bild: Bild des Kulturdenkmals, ggf. zusätzlich mit einem Link zu weiteren Fotos des Kulturdenkmals im Medienarchiv Wikimedia Commons. Wenn man auf das Kamerasymbol klickt, können Fotos zu Kulturdenkmalen aus dieser Liste hochgeladen werden:
- Bezeichnung: Denkmalgeschützte Objekte und ggf. Bauwerksname des Kulturdenkmals
- Lage: Straßenname und Hausnummer oder Flurstücknummer des Kulturdenkmals. Die Grundsortierung der Liste erfolgt nach dieser Adresse. Der Link (Karte) führt zu verschiedenen Kartendiensten mit der Position des Kulturdenkmals. Fehlt dieser Link, wurden die Koordinaten noch nicht eingetragen. Sind diese bekannt, können sie über ein Tool mit einer Kartenansicht einfach nachgetragen werden. In dieser Kartenansicht sind Kulturdenkmale ohne Koordinaten mit einem roten bzw. orangen Marker dargestellt und können durch Verschieben auf die richtige Position in der Karte mit Koordinaten versehen werden. Kulturdenkmale ohne Bild sind an einem blauen bzw. roten Marker erkennbar.
- Datierung: Baubeginn, Fertigstellung, Datum der Erstnennung oder grobe zeitliche Einordnung entsprechend des Eintrags in der sächsischen Denkmaldatenbank
- Beschreibung: Kurzcharakteristik des Kulturdenkmals entsprechend des Eintrags in der sächsischen Denkmaldatenbank, ggf. ergänzt durch die dort nur selten veröffentlichten Erfassungstexte oder zusätzliche Informationen
- ID: Vom Landesamt für Denkmalpflege Sachsen vergebene, das Kulturdenkmal eindeutig identifizierende Objekt-Nummer. Der Link führt zum PDF-Denkmaldokument des Landesamtes für Denkmalpflege Sachsen. Bei ehemaligen Kulturdenkmalen können die Objektnummern unbekannt sein und deshalb fehlen bzw. die Links von aus der Datenbank entfernten Objektnummern ins Leere führen. Ein ggf. vorhandenes Icon  führt zu den Angaben des Kulturdenkmals bei Wikidata.